# Francisco Rezek
José Francisco Rezek GCNM, GCRBr, GCC, GCIC
 (Cristina, MG, 18 de janeiro de 1944) é um jurista, advogado, professor, ex-chanceler e ex-magistrado brasileiro. Foi procurador da República, ministro das Relações Exteriores, ministro do Supremo Tribunal Federal (STF) e juiz da Corte Internacional de Justiça. Atualmente exerce a advocacia consultiva em São Paulo e em Brasília, e leciona no Ibmec das duas capitais.
Rezek foi a única pessoa a ter ocupado por duas vezes o cargo  de ministro  do Supremo Tribunal Federal brasileiro: a primeira entre 1983 e 1990, nomeado pelo presidente João Figueiredo, e a segunda entre 1992 e 1997, nomeado pelo presidente Fernando Collor.

## Carreira
Francisco Rezek nasceu em Cristina, no sul de Minas Gerais, em 18 de janeiro de 1944, filho de Elias Rezek e D. Baget Baracat Rezek, ambos de origem libanesa, nascidos na província de Baalbek. Fez seus primeiros estudos em Santa Rita do Sapucaí, e estudou mais tarde em Campinas, em Lorena, em Poços de Caldas e em Belo Horizonte, onde concluiu o curso científico no Colégio Arnaldo, em 1961, e iniciou seus estudos superiores, na Universidade Federal de Minas Gerais (UFMG). Durante o período de faculdade, iniciado em 1962, foi repórter-auxiliar do jornal Diário de Minas.
Graduado em Direito na turma de 1966, da qual foi o orador, obteve o título de Doutor pela Universidade de Paris em Direito Internacional Público, em 1970. Pesquisou em 1978/79 na Universidade de Oxford, onde obteve o Diploma in Law e foi mas tarde eleito Honorary Fellow.
Em 1967 atuou em Minas Gerais nos serviços de assistência judiciária aos necessitados e assessor de Planejamento e Controle do secretário de estado de Administração. Entre 1970 e 1972 foi assessor jurídico do ministro Bilac Pinto no Supremo Tribunal Federal.
Em 1970, mediante concurso, ingressou como professor assistente na Faculdade de Direito da UFMG, onde passou a lecionar Direito Internacional Público e Relações Internacionais. Em abril de 1971 tornou-se professor da Universidade de Brasília (UnB), atuando na graduação e na pós-graduação em Direito Internacional Público e Direito Constitucional. Lecionou também, de 1976 a 1996, no Instituto Rio Branco.
Em 1972, mediante concurso, ingressou na carreira de procurador da República, tendo chegado a subprocurador-geral da República em setembro de 1979. Exerceu, ainda, o cargo de assessor extraordinário do ministro-chefe da Casa Civil, João Leitão de Abreu.
Foi nomeado ministro do Supremo Tribunal Federal em 1983, quando completava 39 anos de idade, pelo presidente João Figueiredo, para a vaga decorrente da aposentadoria do ministro Xavier de Albuquerque. Presidiu o Tribunal Superior Eleitoral entre 1989 e 1990. Sua gestão no TSE foi marcada pela primeira eleição direta para presidente do Brasil desde o fim do Regime Militar em 1989 e pela impugnação da candidatura de Silvio Santos à presidência, por irregularidades no registro do PMB.
Em 1990, pediu exoneração do cargo de ministro do STF e foi ministro das Relações Exteriores até 1992, durante o governo Collor. Em 1991 Rezek foi condecorado com a Grã-Cruz da Ordem Nacional do Mérito, bem como com a Ordem de Cristo, pelo presidente português Mário Soares, e a de Isabel a Católica, pelo rei da Espanha.
Em 1992, Rezek voltou ao STF por indicação do presidente Collor, aposentando-se em 1997, quando foi eleito pelas Nações Unidas para um mandato de nove anos na Corte Internacional de Justiça das Nações Unidas. Aí atuou em casos memoráveis, como o do desastre de Lockerbie, o do muro na Palestina, o contencioso entre Estados Unidos e Irã, e diversos litígios de fronteira territorial e marítima.
Ao final do mandato, fixou-se em São Paulo como advogado e deu continuidade à sua carreira de professor universitário, lecionando primeiro no Centro Universitário de Brasília e mais tarde no Ibmec das duas capitais.

## Vida pessoal
Rezek foi casado com Myreia de Palma Castro, com quem teve quatro filhos: Adriana, Verônica, Francisco José e João Paulo; depois, com Ana Flávia Velloso, filha do ministro Carlos Velloso, com quem teve uma filha, Ana Clara; e mais tarde com Ione Moreira.